# ボルチモア (アルバム)
『ボルチモア』（Baltimore）は、アメリカ合衆国のジャズ・ボーカリスト、ニーナ・シモンが1978年に発表したスタジオ・アルバム。シモンのアルバムとしては唯一CTIレコードからリリースされた。

## 背景
当時シモンはパリで暮らしており、本作のレコーディングはパリに近いブリュッセルで行われた。プロデューサーのクリード・テイラーによれば、当時のシモンは気分の浮き沈みが激しく、ホテルのテレビを窓の外に投げ捨てたり、レコーディング中にも突然気難しくなることがあったため、テイラーはシモンをスタジオの外へ散歩に連れ出し、説得したという。シモン自身は、選曲やアレンジからジャケットに至るまで自分の意思が反映されなかったことから、本作のレコーディングを楽しめなかったと公言している。
タイトル曲はランディ・ニューマンがアルバム『小さな犯罪者』（1977年）で発表した曲のカヴァーで、本作ではロックステディを取り入れたアレンジとなった。「リッチ・ガール」はダリル・ホール&ジョン・オーツのカヴァーで、この曲のみウィル・リーとアンディ・ニューマークがリズム・セクションを務めている。

## 反響・評価
『ビルボード』のジャズ・アルバム・チャートでは12位を記録した。
Joseph McCombsはオールミュージックにおいて5点満点中2.5点を付け「彼女の声は、アルバムを締めくくるゴスペルの伝承歌に至るまで常に好調だが、アレンジャーのデヴィッド・マシューズは彼女にはミスマッチだ」と評している。一方、スティーヴン・ホールデンは『ローリング・ストーン』誌において「ホール&オーツの"Rich Girl"の平凡なカヴァーを除けば、この新作LPは、自己革新によりもたらされた更なる震えをもって響いてくる」「最も偉大な歌手の一人による、素晴らしき復帰作」と評している。また、ディラン・ジョーンズは2011年4月2日付の『インデペンデント』紙のコラムにおいて「ニーナ・シモン自身がレコーディングを楽しめなかったとしても、『ボルチモア』は彼女の最も強力なアルバムの一つだ」と評している。

## 収録曲
Side 1
1. ボルチモア - "Baltimore" (Randy Newman) - 4:40
2. エヴリシング・マスト・チェンジ - "Everything Must Change" (Benard Ighner) - 3:59
3. ザ・ファミリー - "The Family" (John Hurley, Ronnie Wilkins) - 4:59
4. マイ・ファーザー - "My Father" (Judy Collins) - 4:56

Side 2
1. ミュージック・フォー・ラヴァーズ - "Music for Lovers" (Bart Howard) - 3:43
2. リッチ・ガール - "Rich Girl" (Daryl Hall) - 3:15
3. ザッツ・オール・アイ・ウォント・フロム・ユー - "That's All I Want from You" (Fritz Rotter) - 2:54
4. フォーゲット - "Forget" (Rocky "Cole" Coluccio, David Matthews) - 2:57
5. バーム・イン・ギリード - "Balm in Gilead" (Traditional) - 2:26
6. イフ・ユー・プレイ・ライト - "If You Pray Right" (Traditional) - 3:19

## 参加ミュージシャン
- ニーナ・シモン - ボーカル、キーボード、アレンジ
- デヴィッド・マシューズ - ピアノ(#3, #8)、アレンジ(#1, #3, #6, #8, #9, #10)、ストリングス・アレンジ
- アル・シャックマン - ピアノ(#1)、タンブリン(#10)
- エリック・ゲイル - ギター
- ジェリー・フリードマン - ギター・ソロ(#4, #6)
- ゲイリー・キング - ベース
- ウィル・リー - ベース(#6)
- ジム・マディソン - ドラムス
- アンディ・ニューマーク - ドラムス(#6)
- ニッキー・マレロ - パーカッション
- ジョシー・アームステッド - バックグラウンド・ボーカル
- デビー・マクダフィ - バックグラウンド・ボーカル
- アルバーティン・ロビンソン - バックグラウンド・ボーカル
- Maeretha Stewart - バックグラウンド・ボーカル
- バビ・フロイド - バックグラウンド・ボーカル
- フランク・フロイド - バックグラウンド・ボーカル
- ミルト・グレイソン - バックグラウンド・ボーカル
- レイ・シンプソン - バックグラウンド・ボーカル